# Elena Semikina
Pour les articles homonymes, voir Semikina.
Elena Semikina, née le 8 septembre 1983 à Léningrad en RSFS de Russie, est une actrice et mannequin russo-canadienne. Elle a été couronnée Miss Univers Canada en 2010 et a représenté le Canada à Miss Univers 2010. Elle est la productrice exécutive du film Our Man in Tehran (en) qui a été présenté pour la première fois lors du Festival international du film de Toronto de 2013.